# 井伊直弼
井伊 直弼（いい なおすけ）は、江戸時代後期から幕末の譜代大名。近江彦根藩の第16代藩主。幕末期の江戸幕府にて大老を務め、開国派として日米修好通商条約に調印し、日本の開国・近代化を断行した。また、強権をもって国内の反対勢力を粛清したが（安政の大獄）、それらの反動を受けて暗殺された（桜田門外の変）。
幼名は鉄之介（てつのすけ）、後に鉄三郎（てつさぶろう）。諱は直弼（なおすけ）。雅号には、埋木舎（うもれぎのや）、柳王舎（やぎわのや）、柳和舎（やぎわのや）、緑舎（）、宗観（そうかん）、無根水（むねみ、異体字：无根水）がある。大獄を行って以降は井伊の赤鬼（いいのあかおに）の渾名でも呼ばれた。

## 生涯

### 家督相続まで

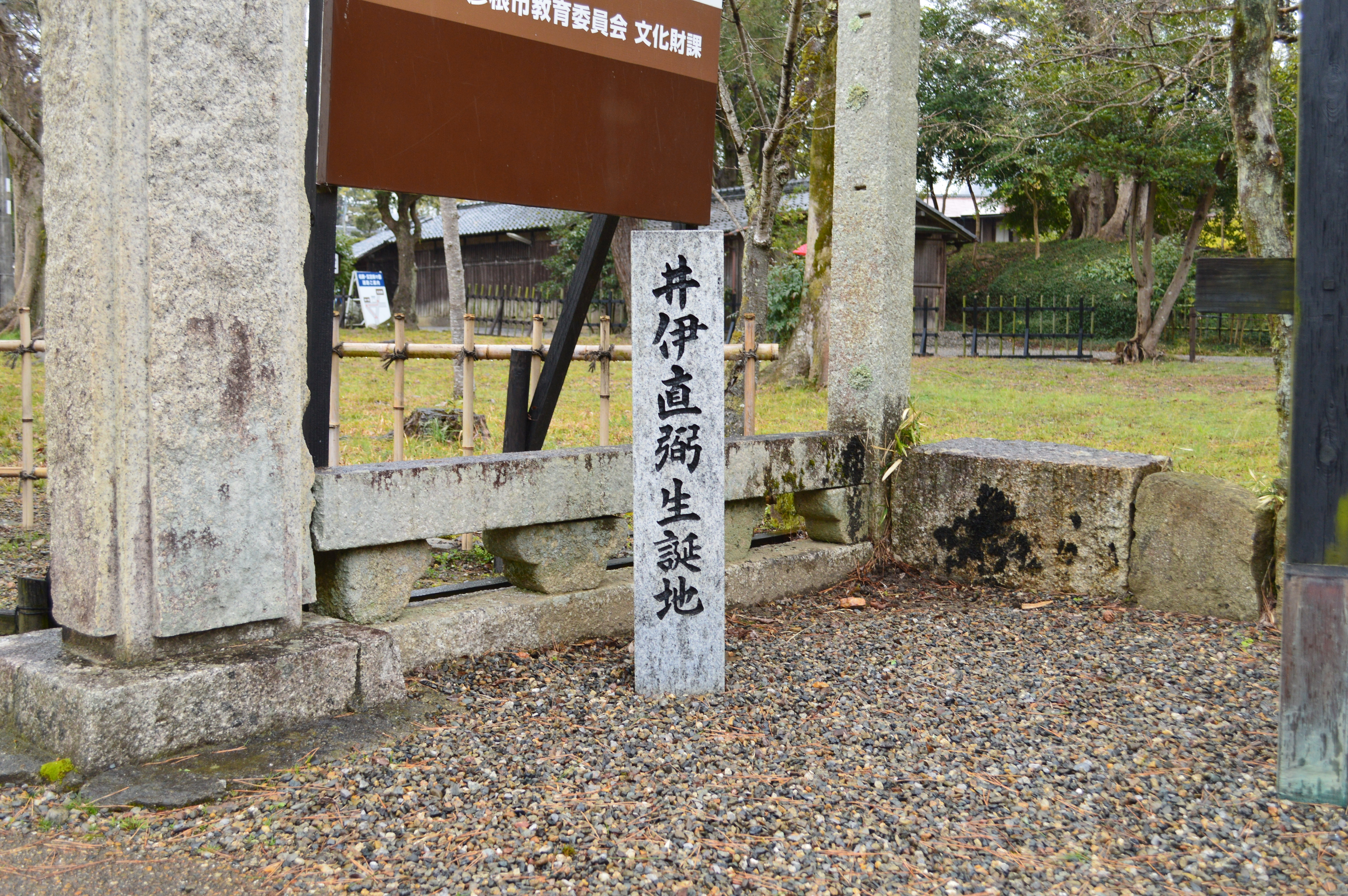
生誕地（彦根城二の丸槻御殿）

文化12年（1815年）10月29日、第14代藩主・井伊直中の十四男として近江国犬上郡（現在の滋賀県彦根市金亀町）の彦根城二の丸の槻御殿で生まれる。母は側室の君田富（お富の方）。父の隠居後に生まれた庶子であった。
父の死後、三の丸尾末町の屋敷に移り、自らを花の咲くことのない埋もれ木に例え、「埋木舎（うもれぎのや）」と名付けた邸宅で17歳から32歳までの15年間を300俵の部屋住みとして過ごした。
この間、近江市場村の医師である三浦北庵の紹介で、長野義言と師弟関係を結んで国学を学んだ。また、熱心に茶道（石州流）を学んでおり、茶人として大成する。そのほかにも和歌や鼓、禅、兵学、居合術を学ぶなど、聡明さを早くから示していた（後述）。また、このころ村山たかと出会い共に逢瀬を重ねた。
弘化3年（1846年）、第15代藩主・井伊直亮（直中三男）の養嗣子となっていた直元（直中十一男）が死去したため、江戸に召喚され、直亮の養子という形で彦根藩の後継者に決定する。
以降、世子として江戸に住まい、直亮の在国時は代わって江戸城溜間に出仕したり、他大名家と交流を持つなどの活動を行っている。後年の将軍継嗣問題における直弼の行動指針となった家格や血筋を重視する姿勢は、この頃に培われたとされる。
嘉永3年（1850年）11月21日、直亮の死去を受け家督を継いで藩主となる。

### 彦根藩主
藩主となった直弼は人事の刷新に着手した。国元にいた直亮の側役3名を直亮の病状を自分に報せなかったことを理由に罷免あるいは役替とし、筆頭家老・木俣守易を職務怠慢を理由に罷免し隠居謹慎処分とした。彼らの後任には新野親良など、長野義言の門人や部屋住み・世嗣時代からの側近など直弼に近い人物が充てられた。
嘉永3年（1851年）12月2日、直弼は家中に向けて8箇条の書付を出した。その中で直弼は、藩主・藩士・領民の一和を説いて藩士には積極的な意見の上申を奨励し、有意な上申や職務に精励する藩士には褒賞・人材登用の道を示して家中の意識向上を図り、そうした人材を育成するための藩校や家族の役割を重視する姿勢を示した。
また同日、亡兄・直亮の遺命であると称して藩金15万両を士民に分配した。これは、父・直中が家督相続した際の前例に倣ったもので、直亮の遺命としたのは士民に評判の悪かった彼の悪名を払拭し直弼の治世の始まりを宣言する狙いがあったとされている。
嘉永4年（1851年）6月11日、直弼は藩主として彦根に初入部した。帰国した直弼は9月15日からの5日間、愛知郡・神崎郡の村々を巡見した。以降、領内巡見は直弼在国時の恒例となり、安政4年（1857年）までに9回行われ領内のほぼ全域を見分している。
嘉永5年（1852年）、丹波亀山藩主・松平信豪の次女・昌子（貞鏡院）を娶った。この年の4月、長野義言を彦根藩士として召し抱える。以降、長野は直弼の側近として活動し、また藩の重役の多くが彼の門人によって占められるようになる。

### 幕政への関与
嘉永6年（1853年）6月8日、帰国したばかりの彦根で黒船来航の一報を受けた直弼は7月24日に江戸へ出府した。これに先立つ6月26日、老中首座の阿部正弘は、アメリカ合衆国の国書の写しを溜詰・溜詰格の大名に示し、アメリカの要求に対する対策を諮問してきた。直弼は8月10日に提出した意見書で「天主の邪教を防ぐという国益がある」と鎖国の継続を主張していたが、8月29日に提出した2通目の意見書では一転して現状での鎖国の維持は無謀とし、積極的な交易と開国を主張している。ただし、この意見書の後半には「海軍力を整備し、遠洋を航海できる技術を得れば、時宜を得て鎖国に戻すことも可能」と記してあり、このため直弼は元々は鎖国論者であり、彼の開国論を「政治的方便」とする説もある（後述）。
阿部正弘は、幕政を従来の譜代大名中心から雄藩藩主（徳川斉昭、松平慶永ら）との連携方式に移行させ、斉昭を海防掛顧問（外交顧問）として幕政に参与させた。斉昭は攘夷を度々、強く唱えた。しかしこれは溜詰の筆頭であり、また自ら開国派であった直弼としては許しがたいものであった。直弼ら溜詰諸侯と阿部正弘や徳川斉昭の対立は、日米和親条約の締結をめぐる江戸城西湖の間での討議で頂点に達した。
安政2年（1855年）3月、アメリカから日本沿海測量の要望があった。幕府内は拒絶か容認かで二分されたため、阿部正弘は斉昭へ諮問し事態の収拾を図ろうとした。斉昭は阿部に、開国・通商派の老中・松平乗全（直弼とは個人的に書簡をやり取りするほど親しかった）、松平忠固の2名の更迭を要求し8月4日に阿部はやむなく両名を老中から退けた。10月9日、阿部が溜詰格の下総佐倉藩主・堀田正睦を勝手掛老中に推挙して老中首座を譲ったことで対立はひとまず収束したが、これは乗全と忠固の罷免に対して直弼を筆頭とする溜詰諸侯が一矢報いた形といえる。
安政4年（1857年）6月17日に阿部正弘が死去すると、堀田正睦は直ちに松平忠固を老中に再任し、溜詰の意向を反映した堀田正睦・松平忠固の連立幕閣が形成された。
さらに直弼は第13代将軍・徳川家定の継嗣問題では血統を重視する立場から紀州藩主の徳川慶福を推挙し、一橋慶喜を推す前水戸藩主・徳川斉昭ら一橋派との対立を深めた。
安政4年（1857年）10月21日、合衆国大統領ピアースの親書奉呈のため江戸城にて将軍家定に謁見したアメリカ総領事ハリスは、その5日後、堀田正睦ら幕府当局者の前で2時間にわたる演説を試み、公使の江戸駐在・自由貿易・開港地の増設の三つを要求した。翌月11日、15日の両日、幕府は諸大名や直参に大統領親書とハリスの口上書、ならびにハリスの条約案の内容を開示して、公使の江戸駐在と通商許容の可否についての意見を求めた。同26日、直弼は溜詰9家を結束させ、通商を許容する旨の意見書を連名で提出した。その要旨は「日米同時に公使を派遣することとし、日本側の公使が用意できるまで猶予を申し入れる」、「ハリスが交渉に応じなければやむを得ず米側の要求を聞き入れるが、適当な年限を定めて、なるべく条約の条項を減らす」、「公使は江戸の外に駐在させる」、「武備を厳重にする」というものであった。
同年12月2日、貿易開始の承諾が堀田からハリスに伝えられ、同11日より下田奉行・井上清直と目付・岩瀬忠震がハリスとの交渉を開始すると、明けて安政5年1月6日に審議を終え、同12日に通商条約および貿易章程を決定した。また、調印まで2か月の猶予が与えられ、この間に天皇の勅許を得ることとなった。同18日、勅許奏請のため上洛を命じられた堀田へ宛てた直弼の意見書によれば、その対外政策の方針は、外国人と日本人の接触を制限すること、彼らの宗法は禁止すること、外人と折衝する役人は強硬談判の姿勢を見せること、2年以内に日本からも使節を派遣すること、という内容であった。

### 大老職

#### 就任

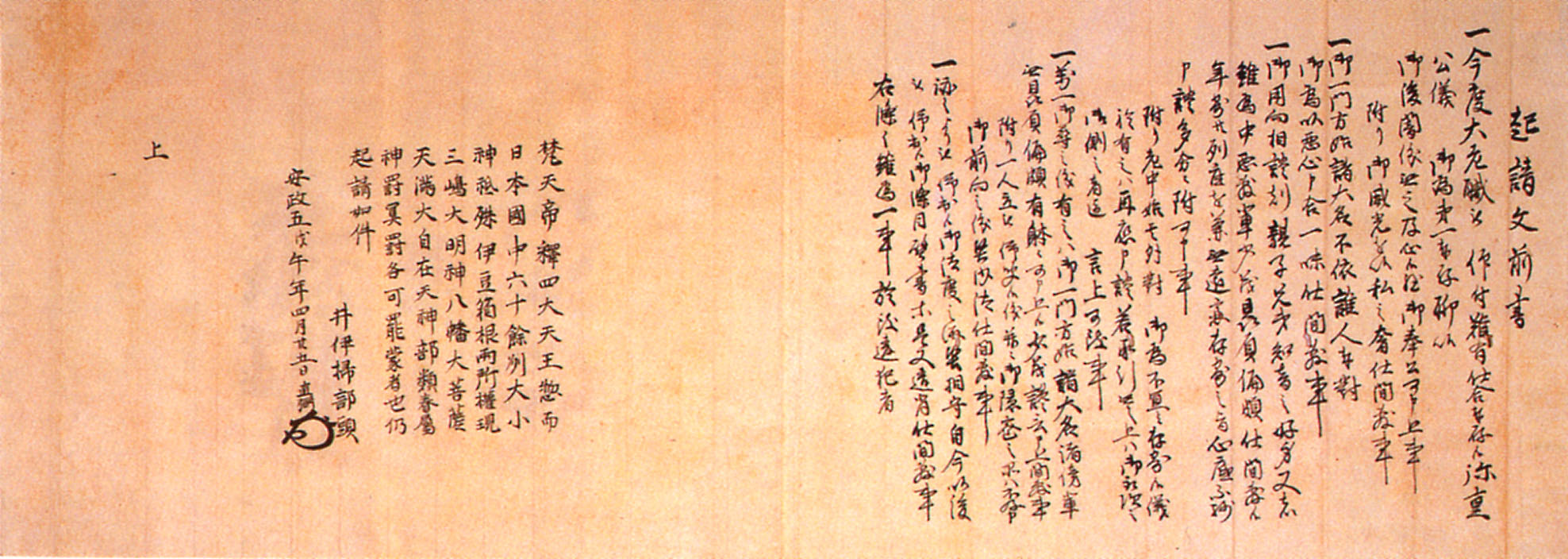
直弼が大老職就任にあたり自身で書いた誓詞の控え。

安政5年（1858年）4月21日、孝明天皇からの条約勅許獲得に失敗した堀田正睦が江戸に戻り、将軍・家定に復命した際、堀田は福井藩主・松平慶永を大老に就けてこの先対処したいと家定に述べたところ、家定が「家柄からも人物からも大老は掃部頭（直弼）しかいない」と言ったため、急遽、直弼を大老とするよう将軍周辺が動いた。4月22日には御徒頭・薬師寺元真が彦根藩邸を訪れ、「水府老公（徳川斉昭）が家定を押込にして一橋慶喜を後継に立て、実権を握ろうとしている」と一橋派によるクーデター計画の情報をもたらした。直後に老中から御用召の奉書が直弼のもとに届けられた。
4月23日、登城した直弼は老中から大老職拝命を伝えられ、大老に就任した。直弼は同日から御用部屋に入って執務を始め、「畳の温まる間もなく、海防策についての意見を述べられたので非常に驚いた」との幕府右筆役の証言が残っている。

#### 条約調印と将軍継嗣の決定
直弼自身は、勅許なしの条約調印には反対であった。6月中旬、清国でアロー戦争が休戦となったことをきっかけに、ハリスは神奈川沖まで廻航し、戦勝の勢いに乗った英仏連合艦隊が日本に来航し、前年に結ばれた下田条約を超える内容の条約を要求してくるであろうから、速やかに米国と条約を締結してこれに備えるべきと勧告してきた。
これを受けて6月18日に行われた幕閣会議では、直弼と若年寄・本多忠徳のみが勅許を得てからの条約調印を主張した。急ぎ勅許を得る間、調印を引き延ばすようハリスと交渉するため、井上清直と岩瀬忠震を派遣したが、即刻の調印を目指していた井上と岩瀬は、やむを得ない場合は調印していいかと直弼に尋ね、直弼は「その場合は致し方ないが、できるだけ引き延ばすように（已むを得ざれば、是非に及ばず）」と答えた。これを受け、井上と岩瀬は調印承諾の言質を得たと判断して、6月19日にポーハタン号のハリスの許に行くとその日のうちに日米修好通商条約に調印した。
勅許を得られぬまま条約調印が行われた事態に直弼は大老辞職の意思を宇津木景福ら側近に漏らしたが、宇津木らに「いま辞職すれば一橋派を利するだけである」と諫言されて翻意している。6月23日、直弼は堀田正睦と松平忠固を老中職から罷免し、代わって太田資始、間部詮勝、松平乗全の3名を老中に起用した。
6月24日、松平慶永、徳川斉昭と水戸藩主・徳川慶篤、尾張藩主・徳川慶恕が江戸城に押しかけ登城した。斉昭らは幕府の違勅調印を非難し、事態収拾のため一橋慶喜を将軍継嗣とすることと松平慶永の大老就任を要求したが容れられなかった。翌25日、幕府は徳川慶福の将軍継嗣決定を公表した。7月5日から6日にかけて、幕府は斉昭ら4名と一橋慶喜に隠居、謹慎、登城停止などの処罰を行った。家定が卒すると、翌8月、松平慶倫は直弼により幕府強化のために清水家の相続を慫慂されたが、固辞している。慶福は名を徳川家茂と改め、12月1日に将軍宣下を受けた。

#### 安政の大獄
安政5年（1858年）7月6日、朝廷から幕府に条約調印の経緯について御三家、大老の内から1名を上京させて説明せよとの沙汰書が届くが、幕府は先の不時登城に対する水戸・尾張両家への処分と大老の公務繁多を理由にこれを拝辞し、代わりに老中・間部詮勝と新任(再任)の京都所司代・酒井忠義を上京させることした。
直弼の対応に憤った薩摩藩主・島津斉彬は藩兵2,500人を引き連れて上京し、御所を守護して幕府の無勅許調印を糺す勅許を得ようと計画したが、藩兵軍事調練中に飲んだ水に当り急逝した。
失意の内にある攘夷派の再起を図るべく、薩摩藩士とともに水戸藩士らが朝廷に働きかけた結果、孝明天皇は安政5年（1858年）8月8日、戊午の密勅を幕府の他、諸藩に回送するようにとの添書き付きで水戸藩にも下して幕府政治を非難した。これは朝廷が幕府を無視して一藩に全国諸藩を取りまとめるよう指示を出すという江戸時代の幕藩体制を無視した行為であった。
前代未聞の朝廷の政治関与に、幕府は厳しい態度で取り調べを進める。長野義言からの報告により、直弼は密勅降下の首謀者を梅田雲浜と断じて、所司代・酒井忠義に捕縛させた。
さらに、間部詮勝に命じて密勅に関与した人物の摘発や証言の収集を進める中で、水戸藩京都留守居役・鵜飼吉左衛門から家老・安島帯刀、奥祐筆・茅根伊与之助及び薩摩藩士・日下部伊三治に宛てた密書を押収して、薩摩藩兵の武力による倒幕など反体制的な行為の計画が露見し、多数の志士（橋本左内、吉田松陰、頼三樹三郎など）や宮家、堂上家の家臣（小林良典、飯田忠彦など）が捕縛され、彼らは12月5日から翌年2月25日にかけて、3度に分けて江戸へ護送された。
この間に直弼は水戸藩に密勅の返納を命じる朝旨を仰ぐよう間部に命じ、間部による工作が功を奏して、安政6年（1859年）2月6日、度重なる幕府の非礼に対する天皇の怒りは氷解したとして密勅返納を命ずる勅書が幕府に下った。
2月17日から4月22日にかけて、戊午の密勅に関与した公卿・皇族への処分が順次行われ、青蓮院宮尊融入道親王、三条実万、二条斉敬らが隠居、落飾、謹慎などに処された。
8月27日、徳川斉昭に永蟄居、徳川慶篤に差控、徳川慶喜に隠居・謹慎、水戸藩連枝の3藩主に譴責の処分が下った。また、これに関連して11月23日に忍藩主・松平忠国に養嗣子・忠矩の離籍が命じられた。
志士たちへの処分は8月27日、10月7日、10月27日の3度に分けて行われ、切腹、死罪、遠島、重追放などの処分が下った。松平慶永の回顧録『逸事史補』には「橋本左内らについて、評定所から『流罪や追放、永蟄居が妥当』との意見書が大老掃部頭に提出されたが、数日後に『死刑』の附札が付いた書類が戻ってきた」とあり、厳罰の背景に直弼の意向があったことがうかがわれる。
処罰は幕臣にもおよび、旧一橋派の岩瀬忠震や川路聖謨、水野忠徳、永井尚志らが慶喜擁立に奔走していたことを罪に問われ、免職などの処分を受けた。閣内でも直弼の厳罰方針に反対した老中の太田資始、久世広周、寺社奉行・板倉勝静らが免職された。さらに京都から江戸に戻った後、直弼と政治方針をめぐって対立を深めていた間部詮勝も罷免された。

### 桜田門外の変
こうした政策は尊王攘夷派など反対勢力から強い反感を買った。安政6年12月15日（1860年1月7日）、直弼は若年寄の安藤信睦とともに江戸城において徳川慶篤に3日以内に戊午の密勅を返上するよう申し渡した。この催促は数度にわたって続けられ、遂に慶篤は父の斉昭と相談の上、勅を幕府に返納することにした。安政6年12月20日（1860年1月12日）に水戸城で大評定が開かれ、勅諚の幕府への返納は已む無し、と決した。ところが水戸藩士民は勅書の返納を阻止、あるいは朝廷に直接返納すべきとし、尊攘激派は勅書の江戸降下を阻止しようと、小金宿、長岡宿といった水戸街道上の江戸への要路に駐屯して気勢を上げた。
安政7年1月15日（1860年2月6日）、直弼は安藤信睦を老中に昇進させ、この日に登城した慶篤に対して重ねて勅の返納を催促した。そして1月25日を期限として、もし遅延したら違勅の罪を斉昭に問い、水戸藩を改易するとまで述べたという。 これが水戸藩の藩士を憤激させるのに決定的となり、水戸を脱藩した高橋多一郎や関鉄之介らによって直弼襲撃の謀議が繰り返された。水戸藩脱藩浪士らの不穏な動きは幕府も察知はしており、安政7年2月28日（1860年3月20日）にはかつて水戸藩邸に上使として赴いたことがある吉井藩主・松平信和が直弼を外桜田邸に訪ね、脱藩者による襲撃の虞があるため、大老を辞職して彦根に帰り、政情が落ち着いてから出仕すべきと勧めた。また辞職・帰国が嫌ならば従士を増やして万一に備えるように述べるも、直弼は受け入れなかった。
安政7年3月3日（1860年3月24日）5ツ半（午前9時）、直弼を乗せた駕籠は雪の中を、外桜田の藩邸を出て江戸城に向かった。供廻りの徒士、足軽、草履取りなど60余名の行列が桜田門外の杵築藩邸の門前を通り過ぎようとしていた時、関鉄之介を中心とする水戸脱藩浪士17名と薩摩藩士・有村次左衛門の計18名による襲撃を受けた。最初に短銃で撃たれて重傷を負った直弼は駕籠から動けず、供回りの一部は狼狽して遁走し、駕籠を守ろうとした彦根藩士たちの多くは、折から降り始めた雪を避けるために鞘に取り付けていた柄袋に邪魔をされ、抜刀する間も無く刺客たちに切り伏せられた。刺客は駕籠に何度も刀を突き刺した後、瀕死の直弼を駕籠から引きずり出し、首を刎ねた。享年46（満45歳没）。この事件を桜田門外の変と呼ぶ。
この日、彦根藩側役の宇津木左近は、直弼の駕籠を見送った後、机上に開封された書状を発見した。それには、水戸脱藩の浪士らが襲撃を企てている旨の警告が記されており、宇津木が護衛を増派しようとした時、凶報がもたらされた。
直弼の首級は現場から有村次左衛門によって持ち去られたが、戦闘で重傷を負っていた有村は若年寄・遠藤胤統邸門前で自刃したため、首は遠藤家に引き取られた。事件後、井伊家はこれを供侍の首と称して取り戻し、胴と縫い合わせた。
事件直後から直弼の死を秘匿するための工作が行われた。同日中に直弼名義で幕府に提出された届書には「負傷したので、一先ず帰邸した」とある。将軍・家茂からは見舞いとして高麗人参、氷砂糖、鮮魚が届けられた。この間、幕府は彦根藩に対し水戸藩への報復など過激な行動に走らないよう何度も慰留している。3月晦日、直弼は大老職を正式に免じられ、閏3月晦日にその死を公表された。

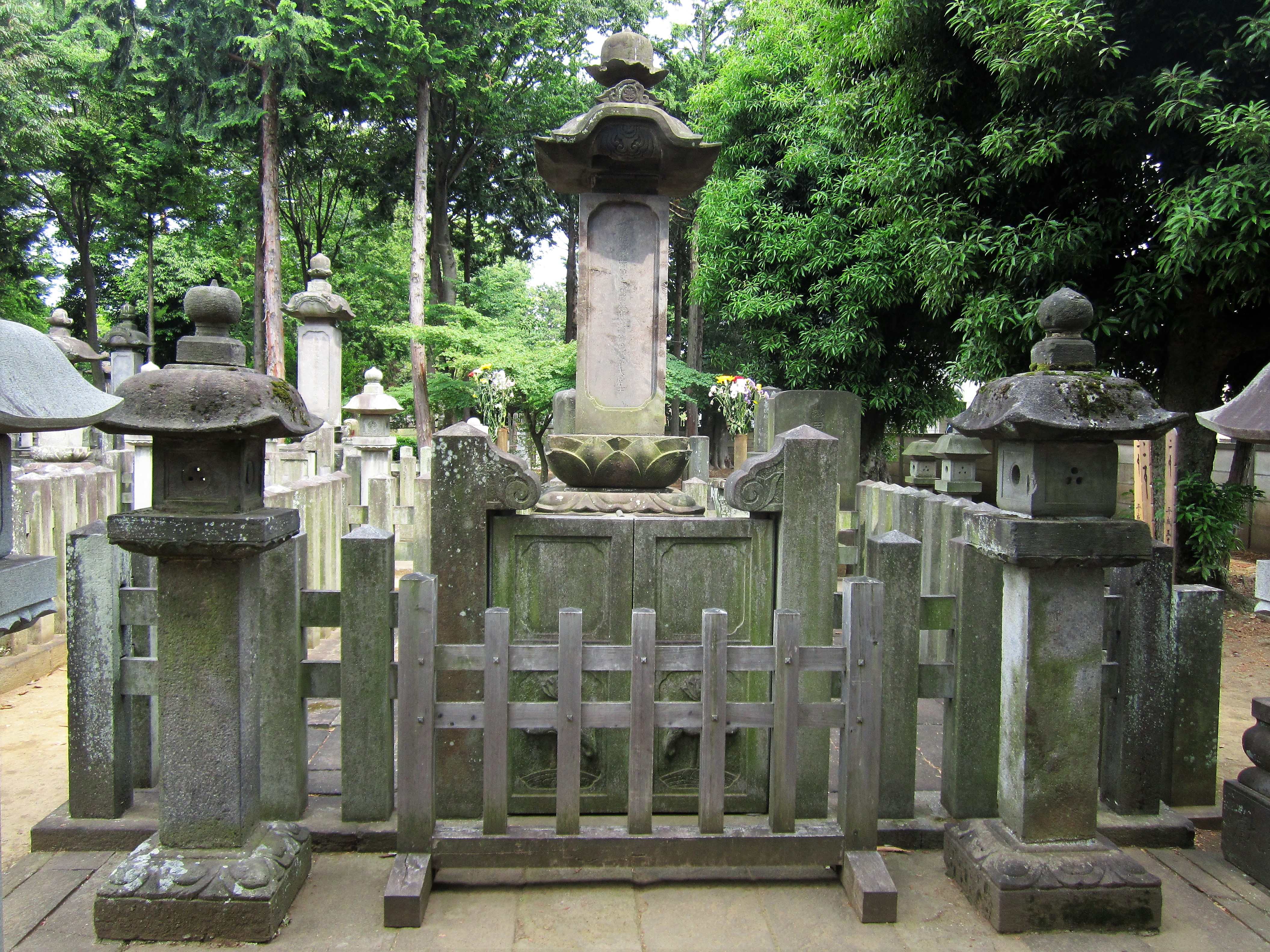
井伊直弼墓（豪徳寺彦根藩主井伊家墓所）

墓所は井伊家の菩提寺である豪徳寺（東京都世田谷区）。前述のようにその死が暫く秘されたため、墓碑に記された没日も実際の「安政7年3月3日」（1860年3月24日）とは異なり、表向きの「万延元年閏3月28日」（1860年5月18日）となっている。戒名「宗観院柳暁覚翁」は生前の直弼が考えていたものである。
また直弼が襲われた場所でその血が染み込んだ土を家臣たちが俵に詰めて彦根に運び、天寧寺に納め、後世そこに供養塔が建てられた。他に当時彦根藩の飛地であった下野国佐野（現在の栃木県佐野市）の天応寺でも祀られている。
跡を次男・井伊直憲が継いだ。3月10日に幕府に嫡子とする旨を届けたが、4月28日に至ってようやく家督相続を許された。その後、文久の改革で反直弼派であった旧一橋派が政権を握ると、彼らは直弼の政治を咎め、文久2年（1862年）11月20日、幕命により彦根藩は10万石減封され、預かり地5万石も没収された。

## 人物・逸話
- 井伊家の庶子には他の大名家の養嗣子、家臣の養子、領内の古刹の法嗣となった者もあり、直弼にもそういった養子縁組の話はあった。
  - 天保5年（1834年）、異母弟・直恭とともに他の大名家の養子候補となり江戸に呼ばれて1年間滞在した。直恭は日向延岡藩主内藤家の養嗣子となったが、直弼の養子入りは叶わなかった[70]
  - 天保14年（1843年）、坂田郡長浜の大通寺[注釈 16]から直弼を法嗣として迎えたいとの願いが彦根藩に出されており、直弼も大いに乗り気になっていた[72]。しかし、藩では直弼を実子の無い世嗣・井伊直元の養子にとの案が浮上しており、この願いは聞き届けられなかった[73]。直弼も同年9月24日付の家老・犬塚正陽宛の書状で養子志願を思い止まった旨を記している[73]。
- 部屋住みの時代に国学、曹洞宗の禅、絵、和歌、兵学・居合・槍術などの武術、茶の湯、能楽などの修練に没頭していた。
  - 居合では新心流から新心新流を開いた[74]。
  - 茶の湯では「宗観」の名を持ち、石州流の中に一派を確立した[75]。著書『茶湯一会集』巻頭には有名な「一期一会」がある[注釈 17]。
  - 狂言にも造詣が深かった。廃曲となっていた『狸の腹鼓』の復曲（いわゆる『彦根狸』）を試み、また現代も上演される『鬼ヶ宿』『濯ぎ川』を新作するなど、狂言作家としての一面もあった。[76]。
  - 歌人としては私歌集『柳廼四附』（やなぎのしずく、国の重要文化財「井伊家文書」のうち）を残している[77]。
- 直弼と養父となった兄・直亮（直中の三男）との仲は決して良好とは言えなかった[78]。
  - 直亮は直弼を疎んでおり、また直弼も直亮を疎み、藩の重役や彦根の友人たちとの手紙の遣り取りを控えるなど、非常に気を遣い、警戒していた[79]。
  - 弘化3年（1846年）に直弼が彦根にいた側室や侍女たちを彦根から江戸に呼び寄せたいと願い出た際、江戸に来た侍女の人数が希望より少なかったため、直弼は直亮の圧力を疑っている[80]。
  - 弘化4年（1847年）正月26日に行われた徳川家斉の七回忌法要で井伊家は「御先立」役の順番に当たっており、直弼も世嗣として参列する予定であった。「御先立」は衣冠の着用が義務付けられていたが、装束の新調を許されなかった直弼は亡兄・直元の装束を着用することにしたが、直前になって直亮から使用を差し止められたため、瘧（）と称して引きこもらざるを得なかった[81]。
- 直弼と正室・松平昌子の縁組願が幕府に提出されたのは 弘化3年（1846年）10月13日だが[82]、この直前の9月に幕府から12代将軍・徳川家慶の養女・精（）姫（有栖川宮韶仁親王第3王女）を直弼の正室にという縁談が持ち込まれていた[83]。井伊家はこの縁談が持ち上がった直後から直弼と昌子の縁談を進め、将軍家との縁組は辞退している[82]。吉田常吉は、辞退の理由を将軍姫君輿入れによる多額の出費を藩主・直亮が嫌がったためではないかとしている[83]。
- 青年時、恋人であった村山たかは互いに非常に恋慕があったが、直弼が城主になると破局した。だが、手紙にはたかを思う手紙が残されている[84]

### 同時代人による評価
- 大老就任時の一橋派から見た直弼の評価は決して高くなく、水野忠徳は松平慶永宛ての書状に 「これまで英明との話は聞いたことがない」と記し、岩瀬忠震は「子供のような人物」（『昨夢紀事』）と酷評している[85]。
- 安政の大獄で死罪となった吉田松陰は、彦根藩主就任当時に藩政改革を行った直弼を「名君」と評している。彦根に帰国した際に、まだ自分が期待に応えていないのに領民が総出で温かく出迎えてくれることを恥じて直弼が詠んだ歌「掩ふべき袖の窄きをいかにせん行道しげる民の草ばに」を、松陰は兄の杉梅太郎宛書簡に記し、直弼を領民に対する哀れみの心を持った領主であると賛辞を贈った[86]。
- 徳川慶喜の晩年の回想録である『昔夢会筆記』には、直弼のことを「才略には乏しいが、決断力のある人物」と評している[87]。

### 異説
直弼は一貫した攘夷論者であったとする説が石井孝によって唱えられている。石井はその証左として以下の点を挙げている。
- 長野主膳が直弼にあてた意見書の中で「現在となっては開国も仕方がないが、外国人を一定の場所（居留地）に閉じ込めて厳しく監視して商売を規制して、出て行くならそれで良し、報復するなら打ち払うべきである」と趣旨を述べ[88]、直弼自身も安政5年（1858年）1月に堀田正睦に出した書簡の中で堀田の外交姿勢を「外国人の説に感服して一歩ずつ譲歩するのは嘆かわしく」「皇国風と異国風の区別を弁えるべきである」と批判している[88]。
- 通商条約締結間際になって、阿部や堀田が登用した多くの開明派官僚を追放している[89]。
- 安政5年11月29日に間部詮勝を通じて関白・九条尚忠に、自分の本意は「従来の国法（鎖国）に復することである」と述べている[90]。

### 遺産
- 彦根市と水戸市は、明治百年を契機に歴史的わだかまりを超え、昭和43年（1968年）に「親善都市」提携を行った[91]。当時の彦根市長・井伊直愛は直弼の曾孫である。
- 肖像画は上述の狩野永岳の作と、直弼の四男・井伊直安の作（豪徳寺蔵、世田谷区指定有形文化財（歴史資料）[92]）が知られている。肖像彫刻には、暗殺の翌年京都の仏師・福田曾平に作らせた木造（井伊神社蔵、彦根城博物館寄託）や、 豪徳寺所蔵の銅像（世田谷区指定有形文化財（歴史資料）[93]）のほか、彦根城金亀児童公園や横浜市の掃部山公園内などに、開国断行を顕彰して元藩士らにより銅像が建てられている。
- 藤田文蔵の手による掃部山公園の銅像は、前出の井伊直安の手による肖像画を参考にしたとされている。直安が9歳の時に父が殺害されたため、直安の幼き日の記憶を頼りに明治中期に描かれた。井伊氏分家の越後与板藩の養子となり同家を継いだ直安は、実父を敬愛し同じ墓所に葬られることを希望していたため、昭和10年（1935年）8月に85歳で死去したのち、与板藩主家の菩提寺の東京都墨田区向島の弘福寺ではなく、父も眠る彦根藩主家の菩提寺である世田谷区の豪徳寺に葬られた。

- 『井伊直弼画像』。井伊直安作、豪徳寺所蔵。
- 彦根城金亀児童公園にある井伊直弼銅像
- 掃部山公園にある井伊直弼銅像

## 官歴
- 弘化3年（1847年）12月16日：従四位下侍従兼玄蕃頭に叙任。
- 嘉永2年（1850年）12月16日：左近衛権少将に任ぜられる（玄蕃頭兼任）。
- 嘉永3年（1851年）12月27日：玄蕃頭から掃部頭に遷任（権少将如旧）。
- 安政2年（1856年）12月16日：左近衛権中将に転任し、掃部頭は従前通り兼任する。
- 安政4年（1858年）12月16日：従四位上に昇叙。左近衛権中将掃部頭は留任。
- 安政6年（1860年）12月15日：正四位上に昇叙。左近衛権中将掃部頭は留任。

## 系譜
- 父：井伊直中
- 母：君田富
- 養父：井伊直亮（実兄）
- 正室：松平昌子（松平信豪の次女）
- 側室：柳江院 静江
  - 長女：夭折
  - 長男：夭折
  - 次女：井伊千代子（1846−1927） − 松平頼聰伯爵室
- 側室：柳村院 里和（西村本慶の娘）
  - 次男：井伊直憲（1848−1902）
  - 三男：井伊直咸（1849−1887）
  - 四男：井伊直安（1851−1935）与板藩養子
  - 三女：夭折
  - 四女：井伊待子（1854−1904） − 息長澤祐室後に青山幸宜子爵室
  - 五女：渓勝縁室
  - 七男：井伊直達（1858−1927）
- 側室：北川氏
  - 五男：夭折
  - 六男：夭折
  - 六女：井伊美千代 − 夭折
  - 七女：夭折

## 井伊直弼が主題となった作品・行事
切手
- 日本開港百年記念（1958年）

博覧会
- 井伊直弼と開国150年祭（2008年）

小説
- 『花の生涯』（舟橋聖一著、1953年）

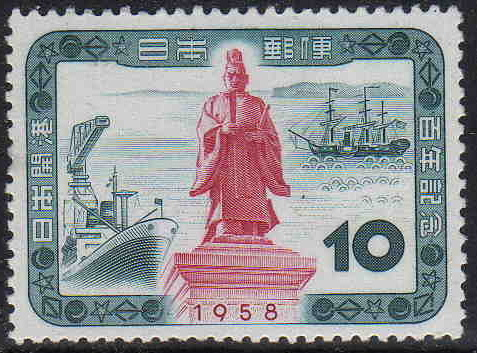
日本開港百年記念切手

- 「井伊直弼」（徳永真一郎著、『幕末閣僚伝』収録、1982年）
- 『巨人伝説』（野口武彦著、2010年）
- 『妻女たちの幕末』―大奥の最高権力者 姉小路の実像―（穂高健一著、2023年）

戯曲
- 『井伊大老』『大老』（北條秀司作、1956年3月初演）

映画
- 『花の生涯 彦根篇 江戸篇』（1953年・松竹、演：八代目松本幸四郎）
- 『桜田門外ノ変』（2010年・東映、演：伊武雅刀）

テレビドラマ
- 『花の生涯』（1963年・NHK大河ドラマ、演：二代目尾上松緑）
- 『花の生涯』（1974年・日本テレビ、演：平幹二朗）
- 『花の生涯 井伊大老と桜田門』（1988年・テレビ東京12時間超ワイドドラマ、演：北大路欣也）